# Drawsko (Grande-Pologne)
Pour les articles homonymes, voir Drawsko.
Drawsko (prononciation : [ˈdrafskɔ], en allemand : Dratzig) est un village de Pologne, situé dans la voïvodie de Grande-Pologne. Elle est le chef-lieu de la gmina de Drawsko, dans le powiat de Czarnków-Trzcianka.
Il se situe à 17 kilomètres au sud-est de Czarnków (siège du powiat) et à 46 kilomètres au nord de Poznań (capitale régionale).

## Histoire
De 1816 à 1920, Dratzig fait partie de l'arrondissement de Czarnikau puis à partir de 1887 de l'arrondissement de Filehne dans le district de Bromberg au sein de la province de Posnanie.

## Voies de communications
La route voïvodale n°181 (de) (qui relie Drezdenko à Czarnków) passe par le village.